# Aparell de Golgi

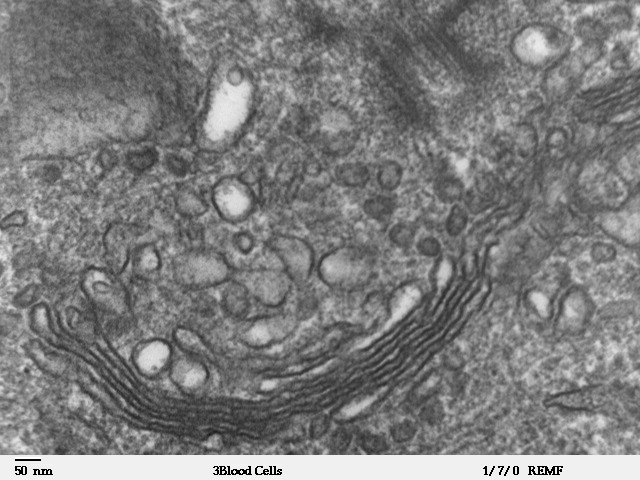
Fotografia de l'aparell de Golgi feta amb un microscopi electrònic.

L'aparell de Golgi (també conegut com a cos de Golgi o complex de Golgi) és un orgànul que hi ha a la majoria de cèl·lules eucariotes, sovint prop del nucli i del centrosoma, i forma part del sistema endomembranós cel·lular. Rep aquest nom en honor del físic italià Camillo Golgi, que el va descobrir el 1897.
L'aparell de Golgi consisteix en un conjunt de sacs membranosos anomenats cisternes que en grups (de tres a poques desenes) formen una estructura apilada, el dictiosoma. El nombre de dictiosomes varia segons els tipus cel·lulars, entre un i centenars, i cada un té una cara anomenada cis, orientada cap al reticle endoplasmàtic, i una cara anomenada trans, orientada cap a la membrana plasmàtica.
Aquest orgànul modifica i classifica macromolècules (principalment proteïnes, però també lípids) fabricades en altres llocs de la cèl·lula i les empaqueta per adreçar-les a la seva destinació dins o fora de la cèl·lula. Té un paper clau en els processos de secreció i en la creació de lisosomes.

## Descobriment
A causa de la seva gran mida, l'aparell de Golgi fou un dels primers orgànuls a ser descoberts i observats en detall. Fou el físic italià Camillo Golgi qui el va descobrir el 1897, durant una investigació del sistema nerviós. Després d'observar-lo per primer cop amb el seu microscopi, el va denominar aparell reticular intern. L'estructura després fou reanomenada en honor de Golgi, no gaire després del seu anunci de descobriment el 1898. Val a dir que, inicialment, algunes persones van dubtar del descobriment, dient que l'estructura descoberta no era res més que una il·lusió òptica creada per la tècnica d'observació utilitzada per Golgi. Però amb el desenvolupament dels microscopis moderns en el segle xx, es va confirmar el descobriment.

## Estructura

Estructura de l'aparell de Golgi.

L'aparell de Golgi és format per una sèrie de sacs membranosos aplanats i apilats, dels quals partixen vesícules.
El Golgi és format per uns sacs de membrana units anomenats cisternes. N'hi ha de 4 a 8, però en alguns protistes se n'han observat fins a 60. Cada cisterna inclou un disc de membrana aixafat, i porta enzims de Golgi per ajudar a modificar proteïnes cargo que hi viatgen a través.
El conjunt de cisternes té 5 regions funcionals: la regió reticular del cis, regió cis del Golgi; la regió medial del Golgi, la regió trans del Golgi, i la regió reticular del trans Golgi. Les vesícules del reticle endoplasmàtic (per mitjà d'agregats tubulovesiculars) es fusionen amb la regió reticular del cis i consegüentment avancen a través del sac cap a la regió reticulada del trans, on són empaquetades i enviades al seu destí corresponent. Cada regió conté diferents enzims que modifiquen selectivament els continguts segons on resideixen. Les cisternes també porten proteïnes estructurals importants per al seu manteniment, com membranes planes amb un túnel entre elles.
La cara trans de la regió reticular del Golgi és la cara des de la qual les vesícules abandonen el Golgi. Aquestes vesícules llavors es dirigeixen a altres compartiments com la membrana cel·lular, les vesícules secretores o els endosomes tardans.
A la regió reticular del cis Golgi s'hi formen cisternes noves. Hom creu que les regions reticulars del cis i trans estan especialitzades en la regulació de l'entrada i sortida de l'aparell de Golgi.

## Funció
Transforma les substàncies i les secreta. Les cèl·lules sintetitzen un gran nombre de diferents macromolècules. L'aparell de Golgi modifica, empaqueta i expulsa aquestes macromolècules per a la secreció cel·lular (exocitosi) o per ser transportades a altres llocs de la cèl·lula, on seran utilitzades. Modifica les proteïnes procedents del reticle endoplasmàtic rugós però està també involucrat en el transport de lípids per tota la cèl·lula, i la creació de lisosomes. En aquest aspecte es pot comparar a un lloc de correus: empaqueta i distribueix substàncies que llavors envia a diferents parts de la cèl·lula.
Els enzims de l'interior de la cisterna són capaços de modificar substàncies afegint carbohidrats (glucosilació) i fosfats (fosforilació). Per realitzar això, el Golgi importa substàncies com sucres de nucleòtids del citosol. Aquestes modificacions poden també formar una seqüència senyal que determina la seva destinació final. Per exemple l'aparell de Golgi afegeix una mannosa-6-fosfat senyal a les proteïnes destinades als lisosomes.
El Golgi té una important funció en la síntesi de proteoglicans, que són molècules que es troben en la matriu extracel·lular dels animals. També és el lloc principal de síntesi de carbohidrats. Això inclou la producció de glucosaminoglucans (GAGS) llargs polisacàrids no ramificats que el golgi llavors uneix a proteïnes sintetitzades en el reticle endoplasmàtic per formar proteoglicans. Els enzims del Golgi polimeritzen molts d'aquests GAGS mitjançant un enllaç de xilosa sobre la part central de la proteïna. Una altra tasca del Golgi és la sulfatació de certes molècules que passen a través del lumen gràcies a sulfotransferasas que obtenen la seva molècula sulfur d'un donador anomenat Paps. Aquest procés ocorre en els gags dels proteoglicans així com en la part central de la proteïna. El nivell de sulfatació és molt important per a les habilitats de senyalització dels proteoglicans així com per transmetrales-hi el seu excés de càrrega negativa.
La fosforilazció de les molècules precisa ATP que és importat cap al lumen del Golgi i utilitzat després per les cinases residents com la casein-cinasa 1 i casein-cinasa 2. Una molècula que es fosforila a Golgi és l'apolipoproteïna que forma una molècula coneguda com a VLDL que és un constituent del sèrum sanguini. Es pensa que la fosforilació d'aquestes molècules és d'important ajuda en la seva sortida per secreció al sèrum sanguini.
El Golgi té un putatiu rol a l'apoptosi, com molts membres de la família Bcl-2 localitzats tant a dins del Golgi, com al mitocondri. Una nova proteïna caracteritzada, GAAP (proteïna anti apopto del Golgi), resideix exclusivament al Golgi i protegeix les cèl·lules de l'apoptosi mitjançant un mecanisme poc definit (Gubser i tal., 2007). L'aparell de Golgi reunix substàncies i, mitjançant les vesícules, les transporta a diferents parts de la cèl·lula o a l'exterior cel·lular.

## Transport vesicular
Les vesícules que abandonen el reticle endoplasmàtic rugós són transportades a la cara cis de l'aparell de Golgi, on es fusionen amb la membrana del golgi i aboquen el seu contingut al lumen. Un cop dins són modificades, expulsades i dirigides cap a la seva destinació final. Així, l'aparell de Golgi tendeix a ser més prominent i nombrós a les cèl·lules de síntesi i secreció de moltes substàncies: cèl·lules B plasmàtiques, cèl·lules de secreció d'anticossos del sistema immunològic, tenen un prominent complex de Golgi.
Aquestes proteïnes destinades a altres àrees de la cèl·lula, no només al reticle endoplasmàtic o l'aparell de Golgi, es mouen cap a la cara trans, cap a un complex reticular de membranes i vesícules associades conegudes com a TGN. Aquesta àrea de Golgi és un punt en el qual les proteïnes surten i són dirigides a les seves destinacions mitjançant la seva introducció en una de les almenys 3 tipus diferents de vesícules que existeixen, depenent de la molècula senyal que porten.
Tipus de vesícules:

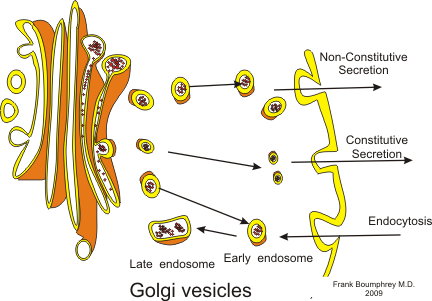
Dibuix d'un aparell de Golgi.

- Vesícules d'exocitosi (continu): Vesícula que conté proteïnes destinades a l'alliberament extracel·lular. Després de l'empaquetament de vesícules se secreten i immediatament es mouen cap a la membrana plasmàtica, on es fusionen i alliberen el seu contingut en l'espai extracel·lular (procés conegut com a secreció constitutiva.)

Exemple: Anticossos alliberats per activació de les cèl·lules B plasmàtiques.
- Vesícules secretores (regulat):	Vesícules contenidores després de l'empaquetament les vesícules se secreten i s'emmagatzemen a la cèl·lula fins que arriba un senyal d'alliberament. Quan el senyal apropiat és rebut les vesícules es mouen cap a la membrana i es fusionen per alliberar el seu contingut. Aquest procés es coneix com a secreció regulada. Proteïnes destinades a l'alliberament extracel·lular.

Exemple: Alliberament de neurotransmissors per les neurones.
- Vesícules lisosomals: Vesícules contenidores de proteïnes destinades als lisosomes, uns orgànuls de degradació que contenen moltes hidrolases àcides, o van cap a orgànuls d'emmagatzematge similars als lisosomes. Aquestes proteïnes inclouen ambdues enzims digestius i proteïnes de membrana. La primera vesícula es fusiona amb els endosomes tardans i el seu contingut és transferit al lisosoma mitjançant un mecanisme desconegut.

Exemple: Proteases digestives destinades als lisosomes

## Mecanisme de transport
El mecanisme de transport que les proteïnes fan servir per desplaçar-se a través de l'aparell de Golgi no està molt clar, però hi ha un nombre d'hipòtesis. Fins fa poc el mecanisme de transport vesicular estava aprovat però ara hi ha més proves que estan llançant llum per a sostenir la teoria de la maduració de cisternes. Els dos models proposats poden en realitat interpretarse conjuntament, millor que essent mútuament excloents. A això es fa referència a vegades com el model combinat.
- Model de maduració de cisternes: Les cisternes de l'aparell de Golgi es mouen sent construïdes a la cara cis i destruïdes a la cara trans. Vesícules del reticle endoplasmàtic es fusionen entre elles per formar una cisterna a la cara cis, conseqüentment aquesta cisterna apareixerà movent a través del sac Golgi quan una nova cisterna està formada a la cara cis. Aquest model es basa en el fet que estructures més llargues que les vesícules de transport, com grànuls de col·lagen, hagin estat observats amb el microsopi per progressar a través de Golgi. Aquesta era inicialment una hipòtesi molt popular, però va perdre suport en 1980. Recentment ha tornat, en laboratoris de la universitat de Chicago i Tòquio han estat capaços d'utilitzar nova tecnologia per observar directament la maduració dels compartiments del Golgi. Proves addicionals es deuen al fet que vesícules de COPI es moguin en una direcció retrògrada, transportant proteïnes de tornada a l'ER on pertanyen, mitjançant el reconeixement d'un pèptid senyal.

- Model de transport vesicular: El transport vesicular presenta Golgi com un orgànul molt estable, dividit en compartiments en la direcció cis o trans. Els responsables de la unió de membrana transporten material entre l'ER i els diferents compartiments del Golgi. Proves experimentals inclouen l'abundància de petites vesícules (conegudes tècnicament com a vesícules shuttle) a les proximitats de l'aparell de Golgi. Per dirigir les vesícules, filaments d'actina connecten proteïnes empaquetades amb la membrana per assegurar que es fusionen amb el compartiment adequat.